# Évêché latin de Coron
L'évêché latin de Coron ou diocèse de Coron (latin : Dioecesis Coronensis) est un diocèse catholique romain situé dans la ville de Coron, en Messénie, dans le Péloponnèse, en Grèce,, pendant sa période d'administration par la république de Venise. Après la conquête ottomane de la ville en 1500, il est supprimé ; en 1933, il est restauré en tant que siège titulaire.

## Ordinaires
- Paolo Foscari (nommé le 24 avril 1366 - nommé le 7 mai 1367 en tant qu'évêque de Castello)
- Bartolomeo Lopaci, O.P. (nommé le 27 juin 1449 - resignation en 1457)[3]
- Giovanni Ducco (nommé le 7 juin 1479 - mort le 21 janvier 1496)[4]